# Liste der Naturschutzgebiete in Nordrhein-Westfalen

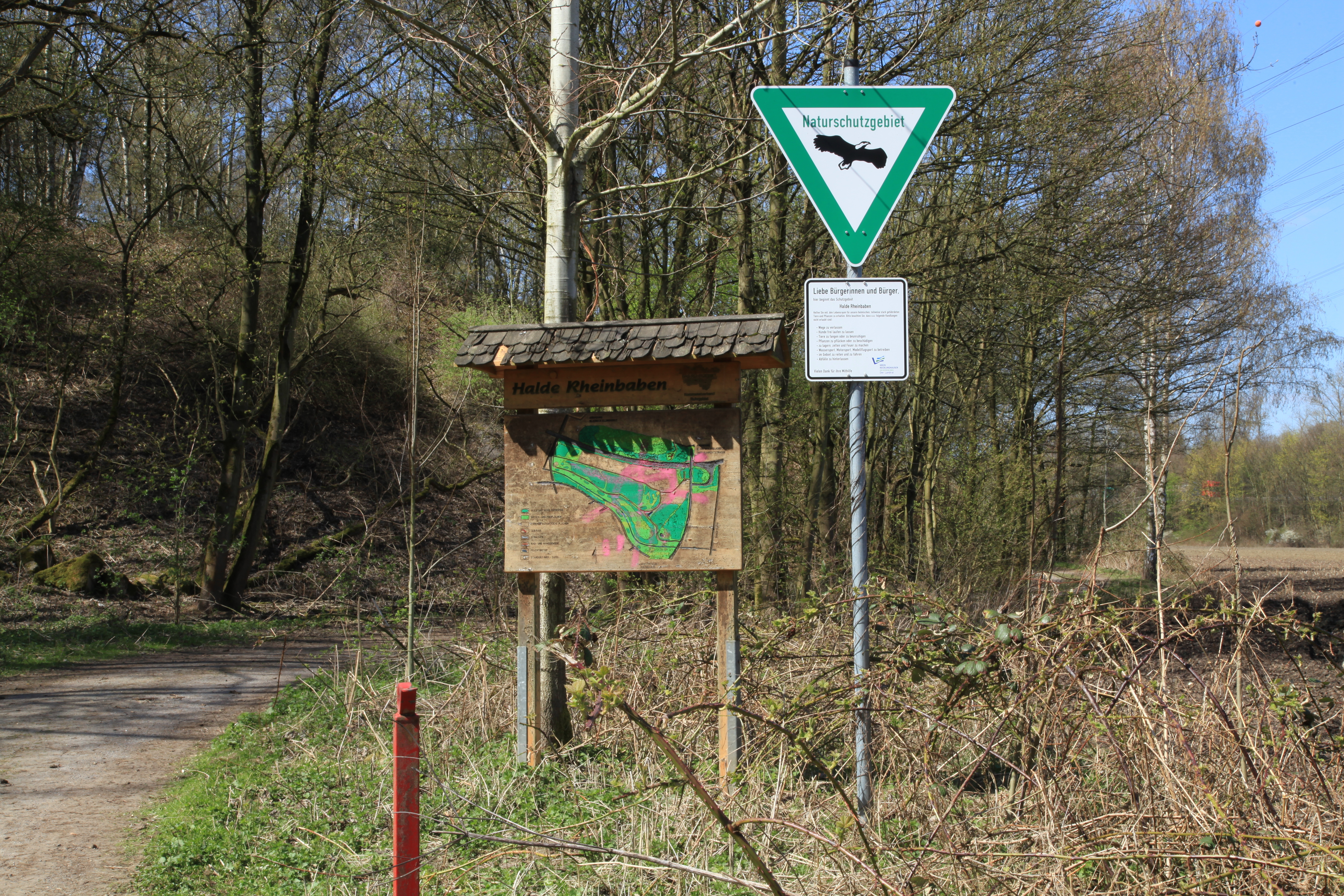
NSG-Schild im Naturschutzgebiet Halde Rheinbaben

Die Liste der Naturschutzgebiete in Nordrhein-Westfalen listet alle Naturschutzgebiete in Nordrhein-Westfalen, geordnet nach Regierungsbezirken und Kreisen auf.
Die Namen und Schlüsselnummern in den einzelnen Tabellen entsprechen den amtlichen Bezeichnungen in der Datenbank vom Landesamt für Natur, Umwelt und Verbraucherschutz Nordrhein-Westfalen (LANUV), ehemals LÖBF. Einige Naturschutzgebiete bestehen aus mehreren, nicht zusammenhängenden Teilen.

## Entwicklung
Zum 31. Dezember 2011 waren in Nordrhein-Westfalen insgesamt 3035 Naturschutzgebiete ausgewiesen. Diese verteilen sich wie folgt auf die Regierungsbezirke:
| Regierungsbezirk            | Anzahl | Fläche in ha | Anteil an der Gesamtfläche in % | Größenmittelwert in ha |
| --------------------------- | ------ | ------------ | ------------------------------- | ---------------------- |
| Regierungsbezirk Arnsberg   | 1.095  | 063.106,8    | 07,9                            | 057,6                  |
| Regierungsbezirk Detmold    | 0.408  | 048.574,8    | 07,5                            | 119,1                  |
| Regierungsbezirk Düsseldorf | 0.371  | 046.234,0    | 08,7                            | 124,6                  |
| Regierungsbezirk Köln       | 0.741  | 074.096,9    | 10,1                            | 100,0                  |
| Regierungsbezirk Münster    | 0.420  | 036.075,5    | 05,2                            | 085,9                  |
| Gesamt                      | 3.035  | 268.088,1    | 07,9                            | 088,3                  |

Zum 1. Oktober 2020 waren in Nordrhein-Westfalen insgesamt 3280 Naturschutzgebiete ausgewiesen. Diese verteilen sich wie folgt auf die Regierungsbezirke:
| Regierungsbezirk                       | Anzahl | Fläche in ha | Anteil an der Gesamtfläche in % | Größenmittelwert in ha |
| -------------------------------------- | ------ | ------------ | ------------------------------- | ---------------------- |
| Regierungsbezirk Arnsberg              | 1.140  | 066.323,3    | 08,3                            | 058,2                  |
| Regierungsbezirk Detmold               | 0.429  | 050.545,8    | 07,8                            | 117,8                  |
| Regierungsbezirk Düsseldorf            | 0.384  | 048.423,8    | 09,2                            | 126,1                  |
| Regierungsbezirk Köln mit Nationalpark | 0.824  | 079.254,1    | 10,8                            | 96,2                   |
| Regierungsbezirk Münster               | 0.501  | 043.023,4    | 06,2                            | 085,9                  |
| Gesamt                                 | 3.280  | 287.644,9    | 08,4                            | 087,7                  |

## Liste

### Regierungsbezirk Arnsberg
- Liste der Naturschutzgebiete in Bochum
- Liste der Naturschutzgebiete in Dortmund
- Liste der Naturschutzgebiete im Ennepe-Ruhr-Kreis
- Liste der Naturschutzgebiete in Hagen
- Liste der Naturschutzgebiete in Hamm
- Liste der Naturschutzgebiete in Herne
- Liste der Naturschutzgebiete im Hochsauerlandkreis
- Liste der Naturschutzgebiete im Märkischen Kreis
- Liste der Naturschutzgebiete im Kreis Olpe
- Liste der Naturschutzgebiete im Kreis Siegen-Wittgenstein
- Liste der Naturschutzgebiete im Kreis Soest
- Liste der Naturschutzgebiete im Kreis Unna

### Regierungsbezirk Detmold
- Liste der Naturschutzgebiete in Bielefeld
- Liste der Naturschutzgebiete im Kreis Gütersloh
- Liste der Naturschutzgebiete im Kreis Herford
- Liste der Naturschutzgebiete im Kreis Höxter
- Liste der Naturschutzgebiete im Kreis Lippe
- Liste der Naturschutzgebiete im Kreis Minden-Lübbecke
- Liste der Naturschutzgebiete im Kreis Paderborn

### Regierungsbezirk Düsseldorf
- Liste der Naturschutzgebiete in Düsseldorf
- Liste der Naturschutzgebiete in Duisburg
- Liste der Naturschutzgebiete in Essen
- Liste der Naturschutzgebiete im Kreis Kleve
- Liste der Naturschutzgebiete in Krefeld
- Liste der Naturschutzgebiete im Kreis Mettmann
- Liste der Naturschutzgebiete in Mönchengladbach
- Liste der Naturschutzgebiete in Mülheim an der Ruhr
- Liste der Naturschutzgebiete in Oberhausen
- Liste der Naturschutzgebiete in Remscheid
- Liste der Naturschutzgebiete im Rhein-Kreis Neuss

- Liste der Naturschutzgebiete in Solingen
- Liste der Naturschutzgebiete im Kreis Viersen
- Liste der Naturschutzgebiete im Kreis Wesel
- Liste der Naturschutzgebiete in Wuppertal

### Regierungsbezirk Köln
- Liste der Naturschutzgebiete in der Städteregion Aachen
- Liste der Naturschutzgebiete in Bonn
- Liste der Naturschutzgebiete im Kreis Düren
- Liste der Naturschutzgebiete im Kreis Euskirchen
- Liste der Naturschutzgebiete im Kreis Heinsberg
- Liste der Naturschutzgebiete in Köln
- Liste der Naturschutzgebiete in Leverkusen
- Liste der Naturschutzgebiete im Oberbergischen Kreis
- Liste der Naturschutzgebiete im Rheinisch-Bergischen Kreis
- Liste der Naturschutzgebiete im Rhein-Erft-Kreis
- Liste der Naturschutzgebiete im Rhein-Sieg-Kreis

### Regierungsbezirk Münster
- Liste der Naturschutzgebiete im Kreis Borken
- Liste der Naturschutzgebiete in Bottrop
- Liste der Naturschutzgebiete im Kreis Coesfeld
- Liste der Naturschutzgebiete in Gelsenkirchen
- Liste der Naturschutzgebiete in Münster
- Liste der Naturschutzgebiete im Kreis Recklinghausen
- Liste der Naturschutzgebiete im Kreis Steinfurt
- Liste der Naturschutzgebiete im Kreis Warendorf